# Gebrauchssprache
Mit dem Ausdruck Gebrauchssprache (engl. ordinary language im weiteren Sinne) wird die bestimmte von einer Sprachgemeinschaft verwendete natürliche Sprache bezeichnet. Ein Gegenbegriff dazu ist daher die Formale Sprache.

Konkret fallen unter den Begriff der Gebrauchssprache
- die Alltags- bzw. Umgangssprache (engl. ordinary language im engeren Sinne),
- Fachsprachen sowie
- die Bildungssprache.

Die Gebrauchssprache ist der Ausgangspunkt der Philosophie der normalen Sprache (engl. ordinary language philosophy).

## Gebrauchssprache und Umgangssprache
Obwohl die Umgangssprache eigentlich eine Untermenge der Gebrauchssprache ist (s. o.), werden daneben beide Begriffe gelegentlich auch – unschärfer – synonym verwendet.